# 集市广场 (巴塞尔)
集市广场（德語：Marktplatz）是瑞士城市巴塞尔市中心最著名的一个广场，毗邻Barfüsserplatz以及主教座堂广场。 
集市广场位于巴塞尔市政厅前面。汇集在广场的街道有艾森街（Eisengasse，通往中桥），集市街（Marktgasse，通往鱼市场），马丁街（Martinsgässlein，通往马丁教堂，Martinskirche），弗莱厄街（Freie Strasse），盖伯街（Gerbergasse），胡特街（Hutgasse），萨特尔街（Sattelgasse）等。
集市广场有7条电车线路经过（6、8、11、14、15、16、17），是巴塞尔重要的电车枢纽。